# Pix the Cat
Pix the Cat est un jeu vidéo d'action développé et édité par Pastagames, sorti en 2014 sur Windows, PlayStation 4 et PlayStation Vita. Il reprend le personnage de chat en pixels d'Arkedo Series 03: Pixel et de Pix'n Love Rush.
Une première version avait été développée dans le cadre de « Jeu vidéo, l'expo » à la Cité des sciences et de l'industrie en 2013.

## Accueil
- Canard PC : 8/10[1]